# Old Loves and New
Old Loves and New is een Amerikaanse avonturenfilm uit 1926 onder regie van Maurice Tourneur. Het scenario is gebaseerd op de roman The Desert Healer (1923) van de Britse auteur Edith Maude Hull. Destijds werd de film in Nederland uitgebracht onder de titel El Hakim, de meester der woestijn.

## Verhaal
Bij zijn terugkeer van het front ontdekt lord Carew dat zijn vrouw Elinor hem heeft verlaten voor lord Geradine en dat ze hun kind heeft laten omkomen. Hij vertrekt teleurgesteld naar Algerije en gaat er als arts hulp verlenen aan de plaatselijke stammen. Bij hen staat hij bekend als El Hakim. Lord Geradine heeft Elinor intussen verlaten voor Marney. Hij trekt met Marney naar Algerije voor haar gezondheid. Wanneer ze daar wordt geschaakt door rovers, bevrijdt lord Carew haar. Later komt hij Marney bovendien te hulp, als ze wordt geslagen door haar man. Lord Geradine wil zich wreken, maar hij wordt vertrappeld door een olifant. Lord Carew en Marney worden uiteindelijk verliefd op elkaar.

## Rolverdeling
| Acteur              | Personage                     |
| ------------------- | ----------------------------- |
| Lewis Stone         | Gervas / Lord Carew           |
| Barbara Bedford     | Marney                        |
| Walter Pidgeon      | Clyde / Lord Geradine         |
| Katherine MacDonald | Elinor Carew / Lady Geraldine |
| Tully Marshall      | Hosein                        |
| Ann Rork            | Kitty                         |
| Arthur Rankin       | Denny O'Meara                 |
| Albert Conti        | Dokter Chalmers               |